# Sauris marginepunctata
Sauris marginepunctata là một loài bướm đêm trong họ Geometridae.